# Unai Simón
Unai Simón Mendibil (Vitoria-Gasteiz, 11. lipnja 1997.) španjolski je nogometaš koji igra na poziciji vratara za Athletic Bilbao. Simón je debitirao za španjolsku nogometnu reprezentaciju 2020. godine.

## Klupska karijera
Simón je počeo seniorsku karijeru u CD Basconiji, koja je filijala Athletic Bilbaoa, iz koje je 2016. prešao u Bilbao Athletic, drugu momčad Athletic Bilbaoa. U srpnju 2018. produljen mu je ugovor do 2023. i posuđen je u Elche CF, ali je 15. kolovoza 2018. vraćen zbog ozljede prvog vratara Iaga Herrerína. Potom je debitirao u La Ligi 20. kolovoza 2018. protiv CD Leganésa. Simón je odigrao sedam prvenstvenih kola za Bilbao, a onda je morao ustupiti mjesto oporavljenom Herrerínu. Te sezone branio je samo u Kupu kralja. Te su se uloge promijenile u sezoni 2019./20. Simón je sezonu započeo kao prvi vratar i to se nastavilo u sezonama koje su slijedile. Stigao je do finala Kupa kralja s Bilbaom u sezonama 2019./20. i 2020./21. Simón je osvojio španjolski superkup 2020./21. s Bilbaom zahvaljujući pobjedama nad Real Madridom i Barcelonom.

## Reprezentativna karijera
Simón je igrao za razne mlade španjolske reprezentacije. Osvojio je Europsko prvenstvo za igrače do 21 godine sa španjolskom reprezentacijom. Branio je prvu utakmicu u skupini i kasnije je bio rezervni vratar iza Antonija Sivere do kraja turnira. Također je stigao do finala Ljetnih olimpijskih igara 2020. sa španjolskom olimpijskom reprezentacijom.
Simon je debitirao u španjolskoj nogometnoj reprezentaciji 11. studenog 2020. godine. Nacionalni izbornik Luis Enrique zatim ga je uveo u prijateljskoj utakmici protiv Nizozemske u Johan Cruyff Areni (1:1). Od tada je ostao i prvi izbor na golu španjolske reprezentacije. Time je stigao do polufinala Europskog prvenstva 2020. i osmine finala Svjetskog prvenstva u Kataru 2022. Španjolska je ispala s oba turnira na jedanaesterace. Dana 7. lipnja 2024. izbornik Luis de la Fuente uvrstio je Simóna u španjolsku momčad za Europsko prvenstvo 2024. u Njemačkoj.